# Allopauropus guillermoi
Allopauropus guillermoi är en mångfotingart som beskrevs av Dominguez och Ulf Scheller 1987. Allopauropus guillermoi ingår i släktet småfåfotingar, och familjen fåfotingar. Inga underarter finns listade i Catalogue of Life.